# Episodi di Hap and Leonard (seconda stagione)
La seconda stagione della serie televisiva Hap and Leonard, composta da 6 episodi, è andata in onda sul canale statunitense SundanceTV dal 15 marzo al 19 aprile 2017.
In Italia la stagione è stata resa disponibile da Amazon Prime Video il 12 aprile 2018.
| n° | Titolo originale | Titolo italiano | Prima TV USA   | Prima TV Italia |
| -- | ---------------- | --------------- | -------------- | --------------- |
| 1  | Mucho Mojo       | Mucho Mojo      | 15 marzo 2017  | 12 aprile 2018  |
| 2  | Tickling Mojo    | Tickling Mojo   | 22 marzo 2017  | 12 aprile 2018  |
| 3  | Holy Mojo        | Holy Mojo       | 29 marzo 2017  | 12 aprile 2018  |
| 4  | Bad Mojo         | Bad Mojo        | 5 aprile 2017  | 12 aprile 2018  |
| 5  | Pie a la Mojo    | Pie a la Mojo   | 12 aprile 2017 | 12 aprile 2018  |
| 6  | No Mo' Mojo      | No Mo' Mojo     | 19 aprile 2017 | 12 aprile 2018  |